# نپیگ (نیویورک)
نپیگ (به انگلیسی: Napeague) یک منطقهٔ مسکونی در ایالات متحده آمریکا است که در شهرستان سافک، نیویورک واقع شده‌است. نپیگ ۹٫۷ کیلومتر مربع مساحت و ۲۰۰ نفر جمعیت دارد و ۲ متر بالاتر از سطح دریا واقع شده‌است.